# The Mummy (1999)
The Mummy is een Amerikaanse film uit 1999, geschreven en geregisseerd door Stephen Sommers, met in de hoofdrollen Brendan Fraser, Rachel Weisz en Arnold Vosloo als de opnieuw tot leven gewekte mummie.
De film is een nieuwe versie van de gelijknamige film uit 1932 met in de hoofdrol Boris Karloff als de mummie.

## Verhaal
In Thebe, Egypte, 1290 v.Chr., heeft hogepriester Imhotep een affaire met Anck-su-namun, de minnares van farao Seti I. Imhotep en Anck-su-namun doden de farao nadat hij hun relatie ontdekt. Imhotep vlucht, terwijl Anck-su-namun zelfmoord pleegt, in de overtuiging dat Imhotep haar kan doen herrijzen. Imhotep en zijn priesters stelen haar lijk en reizen naar Hamunaptra, de (fictieve) stad van de doden. Het opstandingsritueel wordt gestopt door de lijfwachten van de farao, de Medjay. Imhotep wordt levend gemummificeerd met vleesetende scarabeeën en opgesloten in een sarcofaag aan de voeten van een standbeeld van de Egyptische god Anubis. De Medjai hebben gezworen de terugkeer van Imhotep te voorkomen.
In 1926 overhandigt Jonathan Carnahan zijn zus Evelyn - een bibliothecaresse en aspirant-egyptoloog - een ingewikkelde doos en kaart die naar Hamunaptra leiden. Jonathan onthult dat hij de doos heeft gestolen van een Amerikaanse avonturier, Rick O'Connell, die de stad ontdekte toen hij in 1923 in het Franse Vreemdelingenlegioen diende. Evelyn en Jonathan vinden Rick en sluiten een deal met hem en de gevangenisdirecteur om hen naar de stad te leiden.
Rick begeleidt Evelyn en haar gezelschap naar Hamunaptra en ontmoet een groep Amerikaanse schatzoekers onder leiding van Ricks laffe kennis Beni Gabor. Ondanks de waarschuwing van Ardeth Bay, de leider van de Medjay, om te vertrekken gaan de twee expedities door met hun opgravingen. Evelyn zoekt naar het Boek van Amun-Ra, dat gemaakt is van puur goud. In plaats van het boek te vinden, stuit ze op de overblijfselen van Imhotep. Het team van Amerikanen ontdekt ondertussen het zwarte Boek der Doden, vergezeld van canopen met de bewaarde organen van Anck-su-namun.
's Nachts leest Evelyn hardop voor uit het Boek der Doden, waardoor Imhotep gewekt wordt. De expedities keren terug naar Caïro en Imhotep volgt hen met de hulp van Beni, die ermee instemt hem te dienen. Imhotep herstelt zijn volledige kracht door de leden van de Amerikaanse expeditie te doden en brengt de tien plagen terug naar Egypte.
Rick, Evelyn en Jonathan ontmoeten Ardeth in een museum. Ardeth veronderstelt dat Imhotep Anck-su-namun wil doen herleven door Evelyn te offeren. Evelyn gelooft dat als het Boek der Doden Imhotep weer tot leven bracht, het Boek van Amun-Ra hem opnieuw kan doden. Ze ontdekt in het museum de verblijfplaats van het boek in Hamunaptra: het licht begraven onder het beeld van Horus. Imhotep drijft de groep in het nauw met een leger slaven. Evelyn stemt ermee in om Imhotep te vergezellen als hij de rest van de groep spaart. Hoewel Imhotep zijn woord niet nakomt, vechten Rick en de anderen zich een weg naar veiligheid.
Imhotep, Evelyn en Beni keren terug naar Hamunaptra, achtervolgd door Rick, Jonathan en Ardeth, die het Boek van Amun-Ra kunnen vinden. Imhotep bereidt zich voor om Evelyn te offeren, maar ze wordt gered na een gevecht met de gemummificeerde priesters van Imhotep. Evelyn leest voor uit het Boek van Amun-Ra, waardoor Imhotep sterfelijk wordt, en hij wordt dodelijk verwond door Rick.
Beni zet per ongeluk een boobytrap af terwijl hij de stad van zijn rijkdommen plundert, en wordt gedood door een zwerm vleesetende scarabeeën als Hamunaptra in het zand instort. Ardeth zegt Rick, Evelyn en Jonathan gedag, en het trio rijdt weg op een paar dromedarissen beladen met Beni's schat.

## Rolverdeling
| Acteur             | Personage                 |
| ------------------ | ------------------------- |
| Brendan Fraser     | Rick O'Connell            |
| Rachel Weisz       | Evelyn Carnahan           |
| John Hannah        | Jonathan Carnahan         |
| Arnold Vosloo      | Imhotep                   |
| Kevin J. O'Connor  | Beni Gabor                |
| Jonathan Hyde      | Dr. Allen Chamberlain     |
| Oded Fehr          | Ardeth Bay                |
| Erick Avari        | Dr. Terence Bey           |
| Stephen Dunham     | Isaac Henderson           |
| Corey Johnson      | David Daniels             |
| Tuc Watkins        | Bernard Burns             |
| Omid Djalili       | Bewaker Gad Hassan        |
| Aharon Ipalé       | Farao Seti I              |
| Bernard Fox        | Kapitein Winston Havelock |
| Patricia Velásquez | Anck Su Namun             |

## Achtergrond

### Productie
In 1992 besloot producer James Jacks om een remake te maken van de originele Mummy-film. Hij kreeg groen licht voor zijn project van Universal Studios, op voorwaarde dat hij het budget rond de 10 miljoen dollar zou houden. Jacks rekruteerde Clive Barker, een bekende scriptschrijver voor horrorfilms, om hem te helpen. Barkers eerste script draaide om een gestoorde museumeigenaar die via occultisme mummies tot leven brengt. Dit script werd echter verworpen en Barker stopte met het project. Hij werd vervangen door filmmaker George A. Romero, die van de film een soort zombiefilm wilde maken gelijk aan Night of the Living Dead. Ook dit idee werd verworpen.
Joe Dante was Jacks’ volgende keuze. Zijn versie van het script werd bijna geproduceerd, maar werd uiteindelijk ook verworpen daar Universal Studios slechts 15 miljoen dollar wilde besteden aan de productie.
In 1997 werd Jacks gebeld door Stephen Sommers, die de originele Mummy-film had gezien als kind en al jaren droomde om zijn eigen versie ervan te maken. Hij kwam met een script waarin de mummie de antagonist was die zou worden bevochten door een soort Indiana Jonesachtige held. Dit idee werd voor gelegd aan Universal Studios. Universal was op dat moment op zoek naar een grote hit daar hun laatste film, Babe: Pig in the City, was geflopt. Ze gingen akkoord en verhoogden het budget naar 80 miljoen.
De opnames begonnen in Marokko op 4 mei 1998, en duurden 17 weken. Ook werden er opnames gemaakt in de Sahara en het Verenigd Koninkrijk. Van de 80 miljoen dollar werd 15 miljoen geïnvesteerd in de special effects voor de film. De mummie uit de film werd gemaakt met een combinatie van computeranimatie en live-action.
De muziek voor The Mummy werd gecomponeerd door Jerry Goldsmith, met extra muziek door Alexander Courage.

### Ontvangst
De film was qua opbrengst een groot succes, en bracht wereldwijd $415 miljoen op. Toch waren de reacties van critici gemengd. De film scoort een 53% op Rotten Tomatoes.

### Vervolgfilms
Het succes van The Mummy leidde tot een aantal vervolgen. In 2001 verscheen de vervolgfilm The Mummy Returns. Uit deze film ontstond dan weer The Scorpion King.
In 2001 verscheen een animatieserie gebaseerd op de eerste twee Mummy-films getiteld The Mummy: The Animated Series. Deze serie liep twee seizoenen.
Een tweede vervolgfilm getiteld The Mummy: Tomb of the Dragon Emperor kwam uit op 1 augustus 2008.

## Trivia
- De ramp in de bibliotheek is in één keer gefilmd, het zou een hele dag duren om alles terug in orde te zetten indien er iets misliep.
- Terwijl Beni een vertaling doet van Imhotep's woorden, vertaalt hij één woord verkeerd als voor eeuwig en wordt verbeterd door Evelyn, die zegt, Tot in de eeuwigheid, jij idioot!. Dit is een verwijzing naar de film Stargate (1994) waarin Dr Daniel Jackson voor altijd en eeuwig verbetert naar Tot in de eeuwigheid.
- Om het gesproken Egyptisch zo realistisch mogelijk weer te geven huurden de filmmakers een egyptoloog in.
- De witte nachtjurk die Evelyn droeg toen het schip aangevallen werd, werd doorzichtig toen het nat was en moest bij de montage digitaal wit gekleurd worden.
- Tijdens het filmen van de scène waarin hagel en vuur op Caïro vallen, werd er in feite wit geschilderd hondenvoer op de set gegooid.
- In het originele script stond gepland dat het karakter Ardeth Bay zou sterven aan het einde van de film, dit is gewijzigd door Stephen Sommers.
- Brendan Fraser stierf bijna tijdens een scène waarin zijn karakter wordt opgehangen. Rachel Weisz herinnerde zich: 'Hij [Fraser] stopte met ademen en moest gereanimeerd worden.'

## Prijzen en nominaties
| jaar | prijs                           | categorie                                  | genomineerde(n)                                                         | uitslag     |
| ---- | ------------------------------- | ------------------------------------------ | ----------------------------------------------------------------------- | ----------- |
| 1999 | Bogey Award in Gold             | -                                          | -                                                                       | gewonnen    |
| 1999 | Golden Screen                   | -                                          | -                                                                       | gewonnen    |
| 2000 | Academy Award                   | Beste geluid                               | Leslie Shatz, Chris Carpenter, Rick Kline, Chris Munro                  | genomineerd |
| 2000 | Saturn Award                    | Beste make-up                              | Nick Dudman, Aileen Seaton                                              | gewonnen    |
| 2000 | Saturn Award                    | Beste acteur                               | Brendan Fraser                                                          | genomineerd |
| 2000 | Saturn Award                    | Beste actrice                              | Rachel Weisz                                                            | genomineerd |
| 2000 | Saturn Award                    | Beste kostuums                             | John Bloomfield                                                         | genomineerd |
| 2000 | Saturn Award                    | Beste regisseur                            | Stephen Sommers                                                         | genomineerd |
| 2000 | Saturn Award                    | Beste fantasyfilm                          | -                                                                       | genomineerd |
| 2000 | Saturn Award                    | Beste muziek                               | Jerry Goldsmith                                                         | genomineerd |
| 2000 | Saturn Award                    | Beste Special Effects                      | John Andrew Berton Jr., Daniel Jeannette, Ben Snow, Chris Corbould      | genomineerd |
| 2000 | Saturn Award                    | Beste schrijver                            | Stephen Sommers                                                         | genomineerd |
| 2000 | BAFTA Film Award                | Best Achievement in Special Visual Effects | John Andrew Berton Jr., Daniel Jeannette, Ben Snow, Chris Corbould      | genomineerd |
| 2000 | BMI Film Music Award            |                                            | Jerry Goldsmith                                                         | gewonnen    |
| 2000 | Blockbuster Entertainment Award | Favoriete acteur – actie                   | Brendan Fraser                                                          | genomineerd |
| 2000 | Blockbuster Entertainment Award | Favoriete actrice – actie                  | Rachel Weisz                                                            | genomineerd |
| 2000 | Blockbuster Entertainment Award | Favoriete mannelijke bijrol                | John Hannah                                                             | genomineerd |
| 2000 | Blockbuster Entertainment Award | Favoriete schurk                           | Arnold Vosloo                                                           | genomineerd |
| 2000 | Sierra Award                    | beste visuele effecten                     | John Andrew Berton Jr.                                                  | genomineerd |
| 2000 | MTV Movie Award                 | beste actiescènes                          | zandmonsterscène                                                        | genomineerd |
| 2000 | Golden Reel Award               | beste geluidsmontage                       | Leslie Shatz, Jonathan Klein, Richard Burton, Thom Brennan, Mark Pappas | genomineerd |
| 2000 | Golden Satellite Award          | beste visuele effecten                     | John Andrew Berton Jr., Chris Corbould, Mark Freund, Steve Hamilton     | genomineerd |